# SSC・SC-01
SC-01は 工匠派汽車科技(Tianjin Gongjiangpai Auto Technology)が製造するクーペである。

## 概要
キャビン後方にバッテリー、フロントとリアに電気モーターを搭載する。最高出力は435psで、0-62mph加速は3.9秒。航続距離は、NEDCで500km。シャシーにはスペースフレームを採用。水平方向に動くプッシュロッド式のショックアブソーバーにより、剛性を向上。2023年第4四半期に中国で納車開始予定。すべてのコンポーネントは中国で製造される。